# Відбитий броунівський рух
У теорії ймовірностей відбитий броунівський рух (або врегульований броунівський рух (ВБР) — це вінерівський процес у просторі з відбивними межами. У літературі з фізики цей процес описує дифузію в обмеженому просторі і його часто називають обмеженим броунівським рухом. Наприклад, він може описати рух твердих куль у воді, обмежених між двома стінками.
Доведено, що ВБР описують моделі масового обслуговування з інтенсивним трафіком, як вперше було запропоновано Кінгманом і доведено Іглехартом і Віттом.

## Означення
d –вимірний відбитий броунівський рух Z є випадковим процесом на {\displaystyle \mathbb {R} _{+}^{d}} однозначно визначений
- d –вимірним вектором дрейфу μ
- d × d не-сингулярною коваріаційною матрицею Σ і
- d × d матриця відбиття R[8].

де X ( t ) – необмежений броунівський рух із дрейфом μ та дисперсією Σ, і
{\displaystyle Z(t)=X(t)+RY(t)}
з Y ( t ) d –вимірним вектором, де
- Y неперервний і не спадний з Y (0)=0
- Y j збільшується лише в моменти часу, для яких {\displaystyle Z^{j}=0} для {\displaystyle j=1,2,\dots ,d}
- {\displaystyle Z(t)\in \mathbb {R} _{+}^{d},t\geq 0}.

Матриця відбиття описує поведінку границі. Всередині {\displaystyle \scriptstyle \mathbb {R} _{+}^{d}} процес поводиться як Вінерівський процес; на межі, "грубо кажучи, Z штовхається в напрямку Rj кожного разу, коли процес стикається з граничною поверхнею {\displaystyle \scriptstyle \{z\in \mathbb {R} _{+}^{d}:z_{j}=0\}}, де R j - j -й стовпець матриці R". Процес Yj - локальний час процесу на відповідній ділянці границі.

## Умови стійкості
Умови стійкості відомі для ВБР у 1, 2 і 3 вимірах. «Проблема класифікації повторюваності для стійкости ВБР у чотирьох і вищих вимірах залишається відкритою». У спеціальному випадку, коли R є M-матрицею, необхідні й достатні умови стійкості наступні
1. R — оборотна матриця і
2. R −1 μ<0.

## Граничний і стаціонарний розподіл

### Одновимірний випадок
Граничний розподіл (перехідний розподіл) одновимірного броунівського руху, з початком в 0, обмежений позитивними значеннями (єдиний відбивний бар’єр в 0) з дрейфом μ і дисперсією σ 2 записується
{\displaystyle \mathbb {P} (Z(t)\leq z)=\Phi \left({\frac {z-\mu t}{\sigma t^{1/2}}}\right)-e^{2\mu z/\sigma ^{2}}\Phi \left({\frac {-z-\mu t}{\sigma t^{1/2}}}\right)}
для всіх {\displaystyle t\geq 0}, (з Φ функцією розподілу нормального розподілу), що дає (для {\displaystyle \mu <0}) при {\displaystyle t\to \infty } експоненціальний розподіл
{\displaystyle \mathbb {P} (Z<z)=1-e^{2\mu z/\sigma ^{2}}.}
Для фіксованого t розподіл Z(t) збігається з розподілом поточного максимуму M(t) броунівського руху,
{\displaystyle Z(t)\sim M(t)=\sup _{s\in [0,t]}X(s).}
Проте слід памʼятати, що розподіли процесів у цілому дуже різні. Зокрема, {\displaystyle M(t)} зростає в {\displaystyle t}, але не стосується {\displaystyle Z(t)}.
Теплове ядро для відбитого броунівського руху при {\displaystyle p_{b}} :
{\displaystyle f(x,p_{b})={\frac {e^{-((x-u)/a)^{2}/2}+e^{-((x+u-2p_{b})/a)^{2}/2}}{a(2\pi )^{1/2}}}}
Для поверхні над {\displaystyle x\geq p_{b}}

### Багатовимірний випадок
Стаціонарний розподіл відбитого броунівського руху в багатьох вимірах можна простежити аналітично, якщо існує стаціонарний розподіл продукту,  який відбувається, коли процес стабільний і 
{\displaystyle 2\Sigma =RD+DR'}
де Д=діаг(Σ). У цьому випадку функція щільності ймовірності .
{\displaystyle p(z_{1},z_{2},\ldots ,z_{d})=\prod _{k=1}^{d}\eta _{k}e^{-\eta _{k}z_{k}}}
де ηk=2μk γk / Σ kk і γ=R −1μ. Вирази закритої форми для ситуацій, коли умова форми продукту не виконується, можна обчислити чисельно, як описано нижче в розділі моделювання.

## Симуляція

### Одновимірний випадок
В однвимірному випадку змодельований процес є абсолютним значенням Вінерівського процесу. Наступна програма MATLAB створює зразок шляху. 
```
% rbm.m

n
 
=
 
10
^
4
;
 
h
=
10
^
(
-
3
);
 
t
=
h
.*
(
0
:
n
);
 
mu
=
-
1
;

X
 
=
 
zeros
(
1
,
 
n
+
1
);
 
M
=
X
;
 
B
=
X
;

B
(
1
)=
3
;
 
X
(
1
)=
3
;

for
 
k
=
2
:
n
+
1

    
Y
 
=
 
sqrt
(
h
)
 
*
 
randn
;
 
U
 
=
 
rand
(
1
);

    
B
(
k
)
 
=
 
B
(
k
-
1
)
 
+
 
mu
 
*
 
h
 
-
 
Y
;

    
M
 
=
 
(
Y
 
+
 
sqrt
(
Y
 
^
 
2
 
-
 
2
 
*
 
h
 
*
 
log
(
U
)))
 
/
 
2
;

    
X
(
k
)
 
=
 
max
(
M
-
Y
,
 
X
(
k
-
1
)
 
+
 
h
 
*
 
mu
 
-
 
Y
);

end

subplot
(
2
,
 
1
,
 
1
)

plot
(
t
,
 
X
,
 
'k-'
);

subplot
(
2
,
 
1
,
 
2
)

plot
(
t
,
 
X
-
B
,
 
'k-'
);

```

Помилка, пов’язана з дискретним моделюванням, була визначена кількісно. 

### Багатовимірний випадок
QNET дозволяє симулювати RBM у стаціонарному стані.  

## Інші граничні умови
Феллер описав можливі граничні умови для процесу
- поглинання [16] або припинений броунівський рух, [19] гранична умова Діріхле
- миттєве відбиття[16], як описано вище, гранична умова Неймана
- пружне відображення, гранична умова Робена
- запізніле відображення [16] (час перебування на межі додатний з ймовірністю один)
- часткове відображення [16], де процес або відразу відбивається, або поглинається
- липкий броунівський рух. [20]